# Грузливець
Грузли́вець — село в Україні, у Курненській територіальній громаді Житомирського району Житомирської області. Чисельність населення становить 287 осіб (2001). У 1925—54 роках — адміністративний центр колишньої однойменної сільської ради.

## Населення
Наприкінці 19 століття в поселенні налічувалося 424 мешканці, дворів — 72, у 1906 році — 385 осіб, дворів — 71, у 1923 році — 343 мешканці, дворів — 73.
Відповідно до результатів перепису населення СРСР, кількість населення станом на 12 січня 1989 року становила 284 особи. Станом на 5 грудня 2001 року, відповідно до перепису населення України, кількість мешканців села становила 287 осіб.

### Мова
Розподіл населення за рідною мовою за даними перепису 2001 року:
| Мова       | Кількість | Відсоток |
| ---------- | --------- | -------- |
| українська | 284       | 98.95 %  |
| російська  | 3         | 1.05 %   |
| Усього     | 287       | 100 %    |

## Історія
Наприкінці 19 століття — сільце Курненської волості Новоград-Волинського повіту Волинської губернії, за 42 версти (45 км) від повітового міста Новограда-Волинського та за 6 верст від волосного центру с. Курне. Входило до православної парафії у Курному.
У 1906 році — сільце Курненської волості (3-го стану) Новоград-Волинського повіту Волинської губернії. Відстань до повітового центру м. Новоград-Волинський становила 42 версти, до волосного центру с. Курне — 5 верст. Поштове відділення — ст. Рудня. У 1911 році великої земельної власності належало 366 десятин землі.
У 1923 році включене до складу новоствореної Старомайданської сільської ради, яка 7 березня 1923 року увійшла до складу новоутвореного Пулинського (згодом — Червоноармійський) району Житомирської округи. Розміщувалося за 18 верст від районного центру містечка Пулини та за 1,5 версти від центру сільської ради с. Старий Майдан. 1 вересня 1925 року в селі утворено окрему Грузливецьку сільську раду в складі новоутвореного Довбишського (згодом — Мархлевський, Щорський) району Житомирської (згодом — Волинська) округи. 17 жовтня 1935 року, в складі сільської ради, передане до Червоноармійського району Київської області.
У жовтні 1935 року із села Грузливець до Харківської області, на основі компроментуючих матеріалів НКВС, ешелоном було виселено 11 польських родин (74 особи). Серед виселених 23 особи чоловічої статі, 18 жіночої, 33 дитини. Натомість на місце вибулих радянською владою переселялися колгоспники-ударники з Київської і Чернігівської областей. Восени 1936 року із села до Карагандинської області Казахстану переселення зазнали 42 родини (184 особи), з них 41 — польська і одна німецька. Серед виселених 111 дорослих і 73 дитини.
14 травня 1939 року, в складі сільської ради, увійшло до новоутвореного Щорського (згодом — Довбишський) району Житомирської області. 11 серпня 1954 року, внаслідок об'єднання сільрад, підпорядковане Старомайданській сільській раді Довбишського району. 28 листопада 1957 року, в складі сільської ради, передане до Баранівського району, 30 грудня 1962 року — Новоград-Волинського району, 4 січня 1965 року — Дзержинського району, 8 грудня 1966 року — Червоноармійського (згодом — Пулинський) району Житомирської області. 12 серпня 1974 року, відповідно до рішення Житомирського облвиконкому № 342 «Про зміни в адміністративно-територіальному поділі окремих районів області в зв'язку з укрупненням колгоспів», передане до складу Стрибізької сільської ради Червоноармійського району. 20 вересня 1989 року, відповідно до рішення Житомирського облвиконкому № 236 «Про деякі питання адміністративно-територіального устрою», підпорядковане відновленій Павлівській сільській раді Червоноармійського району. 23 грудня 1997 року, відповідно рішення Житомирської обласної ради «Про підпорядкування Стрибізькій сільській раді Червоноармійського району сіл Грузливець та Калиновий Гай», село передане до складу Стрибізької сільської ради Червоноармійського (згодом — Пулинський) району.
1 серпня 2017 року включене до складу новоутвореної Курненської територіальної громади Пулинського району Житомирської області. Від 19 липня 2020 року, разом з громадою, в складі новоствореного Житомирського району Житомирської області.